# Laws of Nature
"Laws of Nature" es el título del primer episodio estreno de la tercera temporada de la serie de televisión estadounidense de ciencia ficción y de superhéroes Agents of S.H.I.E.L.D. El episodio fue escrito por Jed Whedon y Maurissa Tancharoen, mientras que la dirección estuvo a cargo de Vincent Misiano. Se transmitió originalmente el 29 de septiembre de 2015 en los Estados Unidos por la cadena de televisión estadounidense ABC. En Latinoamérica el episodio se transmitió el 27 de octubre del mismo año por el canal Sony Latinoamérica.
En Laws of Nature la trama principal sigue a S.H.I.E.L.D. y como la organización al paso de seis meses después de que el terrigen se expandiera por la atmósfera tiene que encontrar la manera de proteger a varios Inhumanos que adquieren sus poderes sin tener idea de quienes son o como controlarlos al mismo tiempo que se enfrentan a una nueva organización creada para contener a los Inhumanos.
El episodio en su semana de estreno fue visto por 7.86 millones de espectadores y fue bien recibido en críticas que elogiaron la redacción y actuaciones del elenco por parte de los críticos y fanes por igual.

## Argumento
Seis meses después del enfrentamiento de S.H.I.E.L.D. contra la comunidad de "Afterlife" como una consecuencia de que el terrigen se expandiera por el mar, varias personas que consumen cápsulas hechas a base de pescado han comenzado adquirir poderes Inhumanos a lo largo de Estados Unidos dando nacimiento a una organización dedicada a la persecución y contención de los dotados sin control. El más reciente en transformarse en Inhumano es Joey Gutiérrez que consigue eludir a la misteriosa organización con ayuda de la agente Skye ahora conocida como Daisy Johnson, quien con un mejor control de sus poderes y los recursos de S.H.I.E.L.D. es capaz de extraer a Joey pero no consigue convencerlo de quedarse por su voluntad en las instalaciones por lo que decide ir en busca del apoyo de Lincoln junto a Mack.
En Baréin Fitz lleva a cabo una investigación para recuperar un pergamino que le permitirá descubrir que es exactamente el monolito responsable de la desaparición de Simmons. Fitz consigue a duras penas salir vivo con el pergamino al engañar a unos terroristas con un intercambio de armas hechas por Hydra. Coulson por su parte con el apoyo de Hunter investigan a la jefa de la organización intentando emboscarla en un tren público pero ella se les adelanta y les revela que también los ha estado investigando, presentándose con el nombre de Rosalind Price. Mientras ambos hablan, se dan cuenta de que hay un tercer involucrado en la persecución de los Inhumanos desde que la organización de Price ha recuperado a varios Inhumanos muertos por una especie de arma de energía.
Mientras tanto en un hospital de Los Ángeles, Lincoln es buscado por Daisy para intentar convencerlo de unirse a S.H.I.E.L.D. como un asesor de los Inhumanos que encuentran. Pero Lincoln ha cambiado su perspectiva y ahora se cree junto con su gente unos monstruos que deben ser eliminados. De pronto el hospital comienza a ser atacado por un Inhumano muy poderoso que busca asesinar a Lincoln pero gracias a Daisy, el inhumano logra escapar. La confrontación expone los poderes de Lincoln por lo que este huye mientras Mack se lleva a Daisy para evitar que la persigan a ella también.
Coulson y Hunter escapan de los hombres de Price cuando esta recibe una llamada de los eventos ocurridos en el hospital, por lo que la organización ficha a Lincoln como un fugitivo. Esa misma noche el presidente Ellis hace presenta de manera oficial a la ATCU, la misma organización que opera Rosalind Price. Mientras que Daisy consuela a Joey y Coulson confronta a Fitz sobre su incapacidad de aceptar que Simmons pudo haber muerto por culpa del monolito antes de informarle que planea notificar a la familia de la desaparición de esta, Fitz se rehúsa aceptarlo hasta que abre el pergamino el cual describe al monolito como una simple palabra hebrea "Maveth" que significa muerte.
Desconsolado Fitz aprovecha un momento en que se queda solo para armarse con una escopeta y entrar al contenedor del monolito presumiblemente buscando su muerte mientras grita y golpea desesperadamente el monolito. Mientras que en otro planeta en un sistema solar diferente, Simmons huye y se esconde de una extraña criatura que la persigue.

## Producción

### Desarrollo
La serie fue renovada para una tercera temporada el 7 de mayo de 2015, and in September 2015, Marvel anunció que el episodio estreno se titularía "Laws of Nature". El episodio fue escrito por los co creadores y productores ejecutivos de la serie Jed Whedon y Maurissa Tancharoen, con Vincent Misiano dirigiendo, el episodio también introduce un nuevo logo, reemplazando el que había aparecido en temporadas anteriores.

### Conexiones al Universo cinematográfico de Marvel
El episodio se ubica y menciona varios eventos incluidos en muchas películas del UCM, incluyendo The Avengers, Thor: The Dark World, Captain America: The Winter Soldier, Avengers: Age of Ultron y Ant-Man, mientras que la aparición de Sadler como el presidente Ellis y su anunció de la fuerza anti superhumana son el comienzo de una serie de acontecimientos que ligan a la serie con la película Capitán América: Civil War. Con Whedon diciendo, "cuando llegamos al universo cinematográfico de Marvel en las primeras películas, habían muy pocas, pocas personas con poderes. Ahora están en un nuevo mundo y las reglas están a punto de cambiar....demasiado en esos mismos temas [de la primera película] serán tocados en nuestro show. Como se conectan es una pregunta que marca para todos los involucrados, pero en definitiva estaremos lidiando con los mismos temas." La conferencia presidencial fue transmitida por la cadena de noticias ficticia WHiH, que ha hecho apariciones a lo largo de todo el universo. La revelación en "Laws of Nature" de que el terrigen se expandió por el ecosistema de la tierra fue realizado para situar la película de los Inhumanos.

## Recepción

### Audiencia
En su emisión en los Estados Unidos la serie recibió un porcentaje de 1.7/5 entre adultos en la edad de 18 a 49, dando a entender que fue visto por 1.7, y un 5 por ciento de todos los que vieron el episodio en el momento de su emisión. Fue visto por un total de 4.90 millones de espectadores. A una semana de su estreno el episodio fue visto por 7.86 en los Estados Unidos, abajo del porcentaje de 5.52 millones.

### Respuesta de la crítica

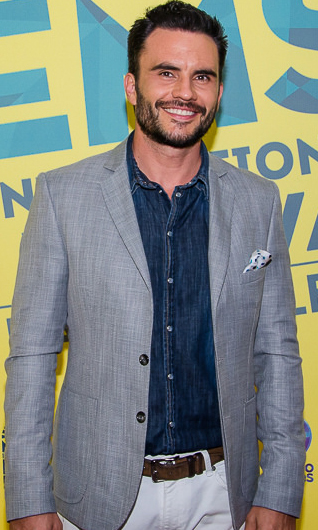
Algunos críticos alabaron la introducción de Juan Pablo Raba como el personaje de Joey Gutiérrez, el primer personaje abiertamente homosexual en el Universo cinematográfico de Marvel.

Eric Goldman de IGN le dio al episodio un 8.5 de 10, alabando al equipo de Lincoln y Daisy, la interpretación de Zimmer como Rosalind y su dinámica con Coulson, la búsqueda de Fitz por Simmons, y la rápida resolución a donde terminó Simmons. El también aplaudió al equipo de redacción por no sentir la necesidad de sobresaltar a todos los miembros del equipo en el episodio, notando la ausencia de May y Ward. Brian Lowry de Variety fue generalmente positivo sobre el episodio, citando, "la televisión no puede competir contra los presupuestos y acción en las películas veraniegas... pero tiene una ventaja en ser capaz de explorar personajes. Agents of S.H.I.E.L.D. obviamente posee una audiencia atraída por esos atributos, y los showrunners Jed Whedon y Maurissa Tancharoen han mantenido la trama admirablemente moviéndose adelante — enganchando en narrativas largamente serializadas — mientras luchan con las logísticas de esas consideraciones, que incluyen planes para "una película de los Inhumanos", aunque concluyó "hay mucho que no se siente particularmente super sobre eso." Kevin Fitzpatrick of Screen Crush dijo, "“Laws of Nature” se siente al mismo tiempo como la entrega más ambiciosa y confiada hasta ahora, es una apertura empacada de acción con un enfoque mucho más específico que la temporada 2."
Escribiendo para Vulture, Scott Meslow le dio a "Laws of Nature" 4 estrellas de 5, diciendo "mientras el universo cinematográfico de Marvel se ha vuelto más grande y raro, Agents of S.H.I.E.L.D. se ha vuelto más grande y mejor, y "Laws of Nature" es un estreno fuerte que muestra lo mucho que esta serie de tv ha evolucionado." Oliver Sava de The A.V. Club le dio al episodio una B-, con sus resaltaciones a la revelación de que Simmons esta en otro planeta, lo que le permitiría a la serie oportunidades interesantes en la historia. Conversativamente, Sava sintió que los elementos del episodio fueron muy procedurales y "un exceso de información volcada que arrastra el ritmo," y a diferencia de Goldman, sintió que dejar a May y Ward fuera fue "una gran razón por la que este estreno es una abrumadora re-introducción a este mundo." Concluyendo, "Hay mucho potencial para que esta temporada guíe las complicaciones morales de la misión de S.H.I.E.L.D., y con suerte los escritores usaran los temas de Guerra civil de explorar la turba ética de capturar y retener gente superpoderosa en contra de su voluntad ... la transcisión entre la era de la Inhumanidad podría ser un poco desastrosa, pero hay suficiente sustancia en este estreno para sugerir una prometedora temporada en adelante." Tanto Meslow como Sava indicaron su gusto en la introducción de Joey Gutiérrez, a quien Meslow notó que parecía ser el primer personaje abiertamente gay en el ucm.

### Premios
De Caestecker fue nombrado como "la interpretación de la semana" en TVLine el 27 de septiembre de 2015, por su interpretación en el episodio, particularmente la escena final del episodio que ve a Fitz gritarle al monolito.